# لورنتس آروشانیان
لورنتس سولیمانی آروشانیان (ارمنی: Լորենց Սուլեյմանի Առուշանյան؛  ۶ ژوئیهٔ ۱۹۳۵ – ۲۶ مارس ۲۰۱۷) یک بازیگر اهل ارمنستان بود. وی بین سال‌های - تا - میلادی فعالیت می‌کرد.

## زندگی‌نامه
وی در ۶ ژوئیهٔ ۱۹۳۵ در باکو به دنیا آمد و از انستیتو دولتی هنری و نمایشی ایروان (۱۹۵۷) فارغ‌التحصیل شد. وی در تئاتر دراماتیک دولتی وارطان آجمیان گیومری، تئاتر روسی استانیسلاوسکی ایروان و فرهنگستان دولتی تئاتر سوندوکیانفعالیت می‌کرد. وی عضو اتحادیه کارگردان تئاتر ارمنستان بود. وی همچنین برندهٔ جوایزی همچون هنرمند مردمی جمهوری ارمنستان (۲۰۰۳) شده است. وی در ۲۶ مارس ۲۰۱۷ در سن ۸۱ سالگی در ایروان درگذشت.